# Tinea margaritis
Tinea margaritis är en fjärilsart som beskrevs av Edward Meyrick 1914. Tinea margaritis ingår i släktet Tinea och familjen äkta malar. Inga underarter finns listade i Catalogue of Life.